# پیوتر چیرووس
پیوتر چیرووس (لهستانی: Piotr Cyrwus؛ زادهٔ ۲۰ ژوئن ۱۹۶۱) بازیگر اهل لهستان است.
از فیلم‌ها یا مجموعه‌های تلویزیونی که وی در آن‌ها نقش داشته است، می‌توان به اسم رمز: لهستان، مرشد و مارگاریتا، فهرست شیندلر، مرگ همچون یک تکه نان، به تاخت، صحنه جرم، خانه، طایفه، سال‌های شیرین، عشق اول، پدر متیو، مزرعه، کمیسر آلکس، دوران افتخار، یک خانواده لهستانی، هتل ۵۲، در خوشی و سختی، در خیابان سپولنی، ۳۹ و نیم، سلطان، هیچ‌کس امشب در جنگل نمی‌خوابد، عناصر ساشا – آتش و پان تادئوش اشاره نمود.